# 戰神廣場站
戰神廣場站（法語：Station Champ-de-Mars）位於加拿大魁北克省蒙特利爾市瑪利城區，是蒙特利爾地鐵2號線其中一個車站，服務蒙特利爾唐人街、蒙特利爾舊城區及戰神廣場一帶的乘客。該車站內的玻璃彩繪藝術是加拿大藝術家馬塞勒·法隆（Marcelle Ferron）的作品。
美國旅遊網站「BootsnAll」於2012年初評選全世界最美麗的15座地鐵站，戰神廣場站排名第一名。

## 外部連結
- （法文）（英文）蒙特利爾交通局：戰神廣場站 （页面存档备份，存于）（英文）
- （法文）（英文）：戰神廣場站[永久]（英文）[永久]，含有戰神廣場站的資訊、歷史、車站結構與藝術品資料。